# Russula subsect. Exalbicantinae
Russula subsect. Exalbicantinae ist eine Untersektion aus der Gattung Russula, die innerhalb der Sektion Firmae steht.

## Merkmale
Bei den Vertretern dieser Untersektion dominieren rosa oder hellrote Farben, die Mitte ist manchmal dunkler oder der Rand ist mehr oder weniger verwaschen grünlich. Intensiv blutrote, purpurne oder violette Farben kommen nicht vor. Der Stiel ist teilweise rosa überhaucht und graut oft bei Feuchtigkeit. Die Arten sind oft zierlicher, zerbrechlicher, als es für die Sektion Firmae typisch ist. Das Sporenpulver ist cremefarben bis blassocker. Die Pilze schmecken mäßig scharf. Im Hut und bei älteren Fruchtkörpern bisweilen fast mild. 
Die Huthaut enthält Pileozystiden, die sich in Sulfovanillin(-benzaldehyd) gut anfärben. Inkrustierte Zellen oder Hyphen kommen nicht vor. Die beiden Arten bilden mit Milchlingsarten aus der Sektion Tricholomoidei eine Doppelmykorrhiza aus, wobei sich der Täublingsanteil auf das Hartigsche Netz beschränkt. Die Täublinge gehen zusammen mit ihrem Milchlingspartner eine Symbiose mit Birken ein.
- Die Typart ist Russula exalbicans, der Verblassende Täubling.[1][2]

### Systematik
Romagnesis Untersektion Exalbicans entspricht der Untersektion von Bon, mit dem Unterschied, dass sie bei Bon innerhalb der Sektion Firmae steht und bei Romagnesi in der Sektion Atropurpurinae. Bei Sarnari hat das Taxon nur den Rang einer Serie, die innerhalb seiner Untersektion Sardoninae steht. Bei Singer fehlt das Taxon ganz. Der Verblassende Täubling steht bei ihm in der Untersektion Sardoninae, während der Zierliche Birken-Täubling in der Untersektion Sanguinae steht. Mit molekularbiologischen Methoden lässt sich das Taxon nicht eindeutig einem ranghöhen Taxon zuordnen. Es steht aber sowohl der Sektion Firmae, wie sie von Bon definiert wird, als auch der Sektion Atropurpurinae, wie sie von Romagnesi definiert wird, nahe. Ob der Schwachfleckende Täubling mit den anderen beiden Arten näher verwandt ist, ist zweifelhaft, bei Romagnesi steht er in der Untersektion Persicinae.
| Deutscher Artname          | Wissenschaftlicher Artname | Autor                 |
| -------------------------- | -------------------------- | --------------------- |
| Verblassender Täubling     | Russula exalbicans         | Melzer & Zvára (1927) |
| Zarter Birken-Täubling     | Russula gracillima         | Jul. Schäff. (1931)   |
| Schwachfleckender Täubling | Russula persicina          | Krombh. (1845)        |